# Naissance en 853
Naissance
- 849
- 850
- 851
- 852
- 853
- 854
- 855
- 856
- 857

Cette page dresse une liste de personnalités nées au cours de  l'année 853 :
- Al-Tahawi, un des plus éminents savants de l'école juridique sunnite hanafite.

## Crédit d'auteurs
- Cet article est partiellement ou en totalité issu de l'article intitulé « 853 » (voir la liste des auteurs).